# もうひとつの旅
『もうひとつの旅』（もうひとつのたび）は、1978年10月1日から1980年9月28日までTBS系列局で放送されていた旅番組。毎日放送（MBS）と松山善三プロダクションの共同製作。全103回。日立の一社提供。放送時間は毎週日曜 22:30 - 23:00 (JST) 。
前番組『あじのある旅』のリニューアル版で、音楽をテーマに世界の様々な目的地を見つけることをコンセプトにしていた。このコンセプトは、後継番組の『音楽の旅はるか』へと受け継がれた。
1978年12月10日、製作をしている毎日放送(MBS)が音声多重放送を開始したのを機に、この日の放送回から、ステレオ放送となっている。

## 出演者
- 團伊玖磨 - 企画も兼任。
- 北杜夫
- 小泉文夫
- ほか